# 胡志明博物馆

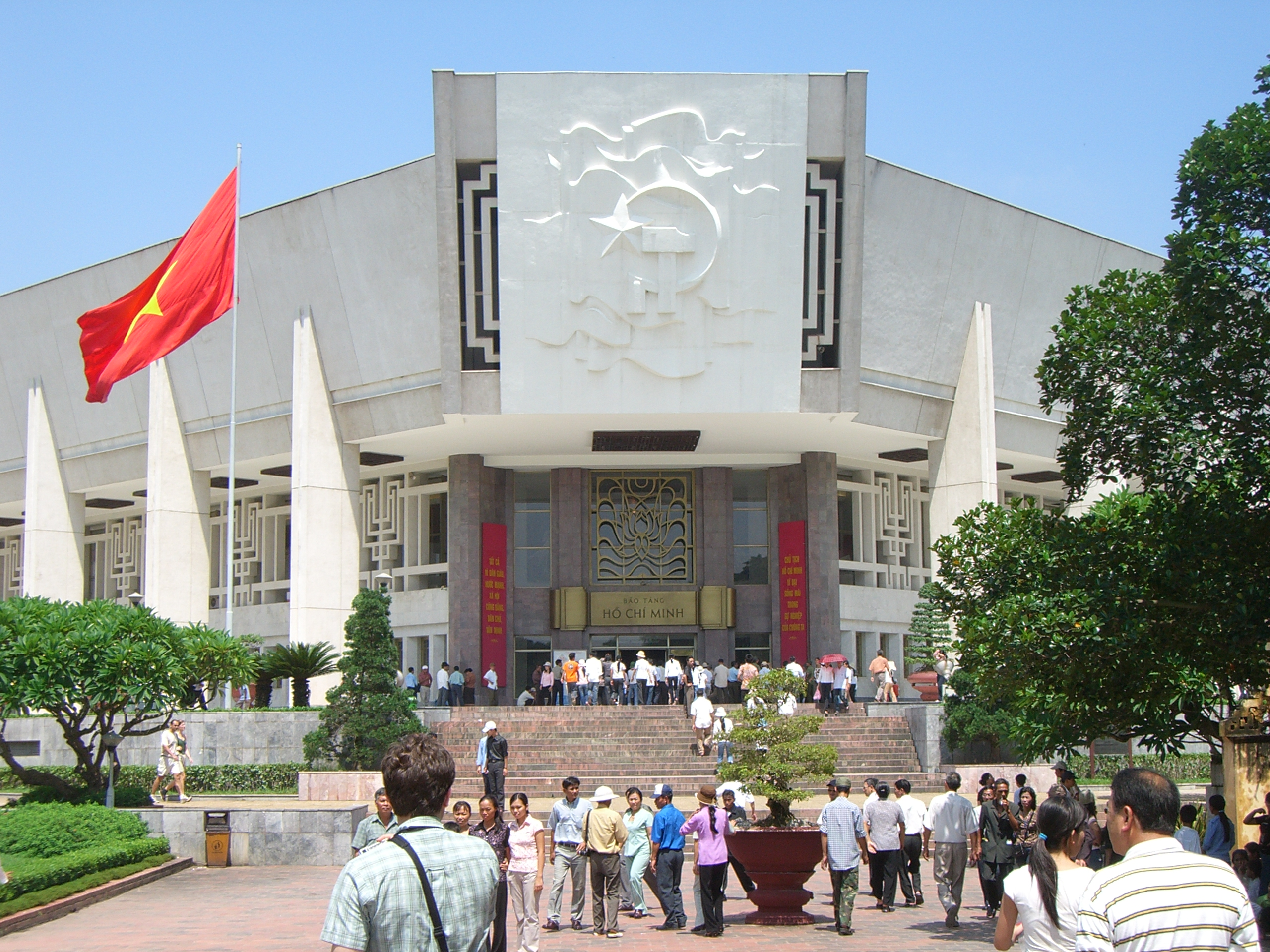
胡志明博物馆

胡志明博物馆（越南语：／）是越南河内的一个博物馆，建于20世纪90年代，主题围绕已故的越南领导人胡志明以及越南反抗外国列强的革命斗争。